# Marea rossa

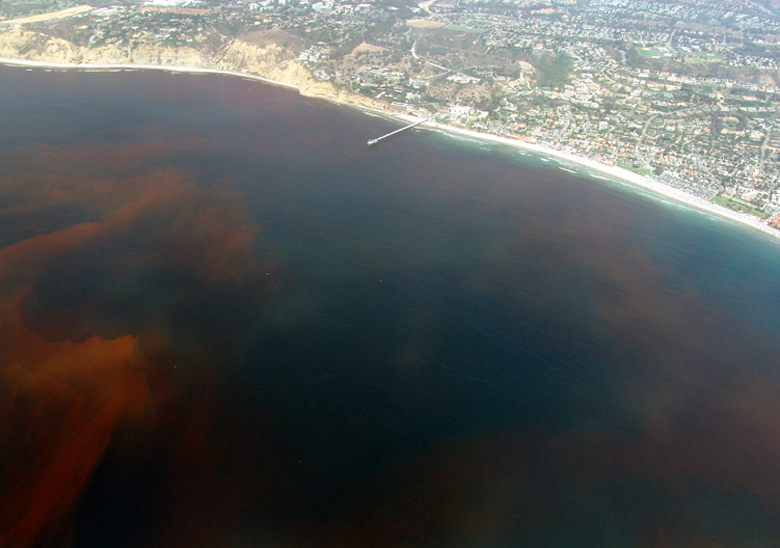
Marea rossa in prossimità della costa di La Jolla, California, ripresa dall'alto

Con il termine marea rossa si indica in modo colloquiale la caratteristica colorazione assunta dalle acque marino-costiere in seguito alla rapida crescita (fioritura algale o bloom in lingua inglese) di determinate microalghe fitoplanctoniche generalmente rappresentate da dinoflagellati o diatomee.
Le maree rosse possono verificarsi in modo naturale, quando le condizioni ambientali sono ottimali per la fioritura algale, oppure a causa dell'inquinamento derivato da attività antropica. Solitamente ne derivano conseguenze ecologiche che portano alla morte di organismi marini quali i pesci, e talvolta anche conseguenze per la salute umana legate al consumo di prodotti ittici contaminati da tossine prodotte dalle microalghe.

## Origine del termine
I primi riferimenti alla marea rossa risalgono all'antichità: nel Vecchio Testamento (Esodo 7: 20-21) è scritto «...Tutte le acque che erano nel Nilo si mutarono in sangue. I pesci che erano nel Nilo morirono e il Nilo ne divenne fetido, così che gli Egiziani non poterono più berne le acque. Vi fu sangue in tutto il paese d'Egitto». Gli antichi Greci coniarono il nome "Mar Rosso" proprio in riferimento alla colorazione assunta durante la fioritura algale.
Nonostante il fenomeno sia stato già riportato più volte nel corso degli anni precedenti, le maree rosse cominciarono ad essere studiate scientificamente solamente verso la metà del XIX secolo. Il 18 marzo 1832, durante uno dei suoi viaggi, Charles Darwin notò una colorazione rosso-bruna delle acque marine vicino all'isola di Abrolhos e analizzando un campione di tali acque riscontrò la presenza di Trichodesmium erythraeum.
Il termine "marea rossa" viene usato per rendere visivamente il cambiamento di colore delle acque soggette al fenomeno, ma nel linguaggio scientifico rigoroso si preferisce usare il termine fioritura algale o, in Inglese, bloom algale. A vantaggio di ciò depone anche il fatto che in realtà la colorazione assunta dalla colonna d'acqua può essere ben più varia, o addirittura si può anche non notare alcun cambiamento di colore, oltre al fatto che questo fenomeno non risulta correlato al concetto di marea.

## Cause

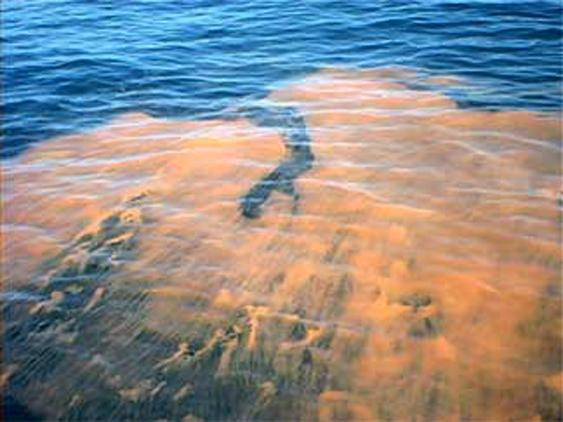
Tipiche chiazze rossastre dovute alla marea rossa

La marea rossa è generalmente provocata da una massiccia quantità di biomassa fitoplanctonica che si accumula rapidamente e diviene visibile sulla superficie dell'acqua. Comunemente si tratta di dinoflagellati o diatomee, possono essere implicate anche le euglene o più raramente ciliati, cianobatteri o zooplancton.
La colorazione assunta dalla colonna d'acqua dipende dalla presenza di pigmenti fotosintetici quali la clorofilla e i carotenoidi. In base alle diverse dimensioni, forma e concentrazione cellulare delle specie coinvolte risulta possibile spiegare la colorazione variabile dal giallo al blu passando per diverse tonalità di rosso. Per esempio le euglene conferiscono una colorazione verde, mentre la dinoflagellata biolumiscente Noctiluca scintillans conferisce una intensa colorazione rosso-rosata. Si comprende quindi quanto il termine "marea rossa" possa in realtà essere fuorviante.
L'insorgenza del bloom algale è legata a uno stato di eutrofizzazione che può avere cause naturali o antropiche. Tra i fattori naturali che favoriscono il formarsi di una marea rossa figurano le correnti marine ascensionali, che possono causare un aumento del gradiente di nutrienti, la temperatura dell'acqua e la luminosità. I fattori antropici sono invece legati all'inquinamento generato dall'attività umana: gli sbocchi costieri delle acque interne possono trasportare elevate quantità di composti contenenti azoto, fosforo e altri microelementi provenienti da concimi e prodotti fitosanitari utilizzati in agricoltura; inoltre contribuiscono anche gli scarichi urbani e industriali, in particolare per il contenuto di fosforo nei detergenti.

## Conseguenze ecologiche e sulla salute umana
La marea rossa manifesta solitamente delle conseguenze ecologiche negative legate alla morte di pesci e organismi bentonici provocata per via diretta dalle tossine prodotte da talune microalghe, oppure per via indiretta in seguito alla carenza di ossigeno dovuta alla decomposizione di tutta la biomassa algale. In ogni caso, quindi, le maree rosse rappresentano un fenomeno degenerativo per l'ecosistema a causa della diminuzione dell'ossigeno disciolto con il conseguente instaurarsi di condizioni ipossiche o anossiche incompatibili con la vita acquatica.
Le conseguenze sulla salute umana sono legate all'esposizione ad eventuali tossine prodotte nel corso della marea rossa. Queste tossine possono essere presenti in concentrazione variabile nell'aerosol marino sospinto dal vento verso l'entroterra, provocando in tal modo sintomi di irritazione respiratoria e oculare quali tosse, starnuti e lacrimazione. Nuotare in acque colpite dalla marea rossa è solitamente sicuro, ma in presenza di elevate concentrazioni di alghe potrebbero manifestarsi irritazione e bruciore cutaneo.
Ben più serie, e potenzialmente fatali, possono essere le conseguenze legate all'ingestione di molluschi contaminati da tossine quali la saxitossina o l'acido domoico. Dinoflagellati del genere Alexandrium e il Pyrodinium bahamense sono due noti esempi di produttori di saxitossina e sono implicati nella patogenesi dell'intossicazione da molluschi paralizzanti (PSP), specie appartenenti al genere Dinophysis producono acido okadaico e provocano la sindrome diarroica da molluschi bivalvi (DSP), mentre la diatomea Pseudo-nitzschia multiseries è una nota produttrice di acido domoico ed è causa dell'avvelenamento amnesico da molluschi (ASP). La sintomatologia tossica causata dal consumo di mitili contaminati da maree rosse venne riportata dai capitani James Cook e George Vancouver nella seconda metà del XVIII secolo. Si può andare incontro a intossicazioni anche senza che si abbia un evidente cambiamento di colore dell'area contaminata.
I molluschi bivalvi e le ostriche, per la loro natura di organismi filtranti, tendono ad accumulare le eventuali tossine presenti nell'acqua nel loro intero tessuto edule senza peraltro la possibilità che la cottura possa distruggere tali tossine.
Le maree rosse possono verificarsi in tutto il mondo, dalle regioni tropicali fino all'Alaska. Alcune zone, a causa delle più favorevoli condizioni meteoclimatiche, sono maggiormente soggette a intense maree rosse. Una di queste zone è rappresentata dal Golfo del Messico, dove nel 1986 si registrò la morìa di 22 milioni di pesci causata dalla fioritura di Gymnodinium breve. In Italia si sono avute rilevanti maree rosse lunga la costa dell'Emilia Romagna nel 1975 e nell'estate del 1984.